# ロングアイランド・ダックス
ロングアイランド・ダックス（Long Island Ducks）は、プロ野球独立リーグのアトランティックリーグ（北地区）に所属する野球チーム。本拠地は、アメリカ合衆国ニューヨーク州セントラルアイスリップ。

## 歴史
1998年に球団創設。2000年にアトランティックリーグに加盟して活動を開始。
2004年に地区優勝を果たしチャンピオン・シリーズに進出。そこでカムデン・リバーシャークスを3-0で下し、リーグ初優勝を果たした。その後は2012年、2013年、2019年にリーグ優勝している。
2023年6月17日のヨーク・レボリューション戦でチーム1,581勝目を挙げ、リーグ通算勝利記録を更新した。

## 主な所属選手
- ゲーリー・ラス（2000、元：読売ジャイアンツ、東北楽天ゴールデンイーグルス）
- ダグ・ジェニングス（2000 - 2005、元：オリックス・ブルーウェーブ）
- カルロス・バイエガ（2001、元：クリーブランド・インディアンス他）
- ウェス・チェンバレン（2002、元：千葉ロッテマリーンズ）
- ダレル・ウィットモア（2002、元：千葉ロッテマリーンズ）
- クリストファー・カンバーランド（2002、元：広島東洋カープ）
- クリス・レイサム（2005、元：読売ジャイアンツ）
- エリック・アルモンテ（2006、元：北海道日本ハムファイターズ）
- コリー・ベイリー（2006、元：読売ジャイアンツ）
- フアン・ゴンザレス（2006、元：テキサス・レンジャーズ他）
- パット・マホームズ（2006、元：横浜ベイスターズ）
- ディオニス・セサル（2007、元：中日ドラゴンズ）
- ジョン・ハラマ（2007、元：シアトル・マリナーズ他）
- マーク・ワトソン（2007、元：広島東洋カープ）
- エド・ヤーナル（2007、元：オリックス・ブルーウェーブ）
- エドガルド・アルフォンゾ（2007 - 2008、元：読売ジャイアンツ）
- ブライアン・ネルソン（2007 - 2008、元：福岡ダイエーホークス）
- ジョー・バレンタイン（2008、元：中日ドラゴンズ）
- ジム・ブラウワー（2009、元：広島東洋カープ）
- ダン・ミセリ（2009、元：読売ジャイアンツ）
- ルー・フォード（2009、2011 - 2023、元：阪神タイガース）
- ホセロ・ディアス（2010 - 2011、元：横浜ベイスターズ）
- ジョシュ・バンクス（2011、元：サンディエゴ・パドレス他）
- デーブ・ウィリアムス（2011、元：横浜ベイスターズ）
- ライアン・ガーコ（2012、元：クリーブランド・インディアンス他）
- ボビー・ブレビンス（2012、2013、2014、元：中信兄弟）
- ドントレル・ウィリス（2013、元：フロリダ・マーリンズ他）
- リッチ・ヒル（2015、サンディエゴ・パドレス）
- エリック・ガニエ（2017、元：ロサンゼルス・ドジャース他）
- ラモン・カブレラ（2018 - 2020、元：茨城アストロプラネッツ）
- ルスネイ・カスティーヨ（2022、元：東北楽天ゴールデンイーグルス）
- チャンス・シスコ（2023 - 、元：ボルチモア・オリオールズ）
- アデイニー・エチェバリア（2023、元：千葉ロッテマリーンズ）
- 陳偉殷（2024 - 、元：中日ドラゴンズ他）
- ライアン・マクブルーム（2024 - 、元：広島東洋カープ）